# Малыхин, Василий Михайлович
Василий Михайлович Малыхин (род. 20 августа 1935, Усланка, Курская область) — советский рабочий, бригадир электромехаников, Герой Социалистического Труда.

## Биография
Родился в 1935 году, русский. В семье было восемь детей, отец, Михаил Малыхин, пропал без вести в Великую Отечественную войну при форсировании Днепра.
Окончил 8 классов средней школы в 1951 году.
С 1952 года работал на предприятиях Краматорска учеником плотника строительного управления №2. В 1954–1958 годах служил в Советской Армии мотористом, был отмечен благодарностью командования, был отличником боевой и политической подготовки. Член КПСС с 1958 года.
После демобилизации работал электромонтёром на заводе стеновых материалов, затем на Горьковском автозаводе.
```
В 1968 году переехал в 
Тольятти
., где до своего ухода на пенсию работал бригадиром электриков 48-го цеха сборочно-кузовного производства (СКП) «
АВТОВАЗа
»
[
1
]
. Проходил стажировки за рубежом: в 
Турине
 (
Италия
), 
Монреале
 (
Канада
). За годы работы подал и внедрил несколько рационализаторских предложений со значительным экономическим эффектом. Вместе с ним на АвтоВАЗе трудились его жена и сын, а также брат и сестра.
```

Был делегатом XXVI и XXVII съездов КПСС. Член ЦК КПСС в 1986–1990 годах, член ЦРК КПСС в 1981–1986 годах.
После выхода на пенсию проживает в Тольятти.

## Награды
- Герой Социалистического Труда (1973, за активное участие в сооружении и освоении проектных мощностей Волжского автомобильного завода и смежных с ним предприятий).
- Два ордена Ленина (1973, 1986);
- Орден Октябрьской Революции;
- Орден Дружбы народов
- Медаль «40 лет Вооружённых Сил СССР»
- Серебряная медаль ВДНХ.